# Jean Le Fèvre de Saint-Remy
Pour les articles homonymes, voir Le Fèvre.
Jean Le Fèvre de Saint-Remy ou Lefèvre de Saint-Remy (c. 1395 - 16 juin 1468) est né à Abbeville. Il est chroniqueur et seigneur de Saint-Rémy, de la Vacquerie, d'Avesne et de Morienne. 

## Biographie
C'est un chroniqueur bourguignon pendant la guerre de Cent Ans. Il est également surnommé « Toison d'or » en raison de ses rapports étroits avec l'ordre de la Toison d'or. D'origine noble, il a fait métier dans les armes. Il est présent aux côtés de l'armée anglaise à la bataille d'Azincourt en 1415. En 1430, lors de la fondation de l'ordre de la Toison d'or par Philippe le Bon, duc de Bourgogne, Jean le Fèvre est nommé roi d'armes et devient rapidement un personnage influent de la cour de Bourgogne. En plus d'assister souvent Philippe lors des négociations avec des puissances étrangères, il sert d'arbitre dans les tournois et dans diverses questions de chevalerie, auxquelles sa connaissance profonde de l'héraldique est très appréciée. Il meurt à Bruges de mort naturelle.
Jean Le Fèvre a composé une Chronique ou Histoire de Charles VI, roy de France. La majeure partie de cette chronique n'est qu'une reprise de l'œuvre d'Enguerrand de Monstrelet, mais sa chronique est originale en ce qui concerne les années 1428 à 1436 et apporte de précieux renseignements notamment lorsqu'il est question de la chevalerie à la cour de Bourgogne. Il est plus concis que Monstrelet mais il se montre tout aussi partial à l'égard des ducs de Bourgogne.